# Moḩammad Ḩasanī
Moḩammad Ḩasanī (persiska: مُحَمَّد حَسَنلو, محمد حسنی, Moḩammad Ḩasanlū) är en ort i Iran.   Den ligger i provinsen Östazarbaijan, i den nordvästra delen av landet, 500 km nordväst om huvudstaden Teheran. Moḩammad Ḩasanī ligger 784 meter över havet och antalet invånare är 120.
Terrängen runt Moḩammad Ḩasanī är kuperad.Runt Moḩammad Ḩasanī är det ganska glesbefolkat, med 42 invånare per kvadratkilometer. Närmaste större samhälle är Abīsh Aḩmad, 10,6 km sydost om Moḩammad Ḩasanī. Trakten runt Moḩammad Ḩasanī består till största delen av jordbruksmark.